# Соларни циклус
Соларни циклус (Швабеов соларни циклус, Швабе-Волфов циклус или циклус сунчевих пега) је једанаестогодишњи циклус сунчеве активности. Открио га је немачки астроном Густав Шваб. Од 1849. тај соларни циклус се мери Волфовим бројем, који се заснива на броју сунчевих пега. Циклус је повезан и са обртањем сунчевог магнетног поларитета. Соларни циклус није стриктно 11 година, него понекад може бити и 9 година, а може доћи и до 14 година. Постоје и други могући циклуси.
Време највеће активности познато је као соларни максимум и карактеризовано је много већим бројем сунчевих пега, него што је то уобичајено. Времена најмање активности називају се соларни минимуми. Сунчев максимум је био 2001, а 2007 Сунце се налази на минимуму соларног циклуса.
Соларна константа, која представља снагу сунчева зрачења по површину варирала је око 0,1% од своје просечне вредности током последња два соларна циклуса.